# Lachlania iops
Lachlania iops är en dagsländeart som beskrevs av Allen och Cohen 1977. Lachlania iops ingår i släktet Lachlania och familjen Oligoneuriidae. Inga underarter finns listade i Catalogue of Life.